# Uber Cup 2020
Die 28. Auflage des Uber Cups, der Weltmeisterschaft für Damenmannschaften im Badminton, fand zeitgleich mit dem Thomas Cup 2020 vom 9. bis zum 16. Oktober 2021 in Aarhus statt, nachdem das für 2020 geplante Turnier aufgrund der COVID-19-Pandemie verschoben wurde. Sieger wurde das Team aus China, das im Finale mit 3:1 gegen die japanische Mannschaft gewann.

## Vergabe der Veranstaltung
Die Vergabe der Veranstaltung an Dänemark erfolgte beim BWF-Meeting im November 2018 in Kuala Lumpur. Für das Turnier wurde die zum Ceres Park gehörende Ceres Arena ausgewählt.

## Qualifikation
| Konföderation | Mannschaft          | Anmerkung                                               |
| ------------- | ------------------- | ------------------------------------------------------- |
| Afrika        | Ägypten             | Sieger der Afrikanischen Mannschaftsmeisterschaft       |
| Amerika       | Kanada              | Sieger der Panamerikanischen Mannschaftsmeisterschaft   |
| Asien         | Volksrepublik China | Teilnahme per auf Asien beschränkter Weltrangliste      |
| Asien         | Japan               | Titelverteidiger                                        |
| Asien         | Südkorea            | Halbfinalist der Mannschaftsasienmeisterschaft          |
| Asien         | Thailand            | Halbfinalist der Mannschaftsasienmeisterschaft          |
| Asien         | Malaysia            | Halbfinalist der Mannschaftsasienmeisterschaft          |
| Asien         | Indien              | Teilnahme per Weltrangliste                             |
| Asien         | Indonesien          | Teilnahme per Weltrangliste                             |
| Asien         | Chinesisch Taipeh   | Teilnahme per Weltrangliste                             |
| Europa        | Dänemark            | Gastgeber                                               |
| Europa        | Schottland          | Halbfinalist der Mannschaftseuropameisterschaft         |
| Europa        | Deutschland         | Halbfinalist der Mannschaftseuropameisterschaft         |
| Europa        | Frankreich          | Halbfinalist der Mannschaftseuropameisterschaft         |
| Europa        | Spanien             | Teilnahme per auf Europa beschränkter Weltrangliste A   |
| Ozeanien      | Tahiti              | Teilnahme per auf Ozeanien beschränkter Weltrangliste B |

## Ergebnisse

### Gruppenphase

#### Gruppe A
| Mannschaft  | Punkte | Gespielt | Gew. | Remis | Verl. | Spiele | Spiele | Sätze | Sätze | Spielpunkte | Spielpunkte |
| Mannschaft  | Punkte | Gespielt | Gew. | Remis | Verl. | Gew.   | Verl.  | Gew.  | Verl. | Gew.        | Verl.       |
| ----------- | ------ | -------- | ---- | ----- | ----- | ------ | ------ | ----- | ----- | ----------- | ----------- |
| Japan       | 3      | 3        | 3    | 0     | 0     | 15     | 0      | 30    | 0     | 631         | 341         |
| Indonesien  | 2      | 3        | 2    | 0     | 1     | 8      | 7      | 18    | 14    | 571         | 541         |
| Frankreich  | 1      | 3        | 1    | 0     | 2     | 4      | 11     | 8     | 24    | 458         | 613         |
| Deutschland | 0      | 3        | 0    | 0     | 3     | 3      | 12     | 7     | 25    | 471         | 636         |

| 9. Oktober 8 Uhr 30 | Indonesien | 4 – 1 | Deutschland |  |

| Gregoria Mariska Tunjung                     | Gregoria Mariska Tunjung                     | 2–0 | Yvonne Li                         | 21:10, 21:14        |
| Greysia Polii / Apriyani Rahayu              | Greysia Polii / Apriyani Rahayu              | 2–0 | Stine Küspert / Emma Moszczynski  | 21:16, 21:17        |
| Putri Kusuma Wardani                         | Putri Kusuma Wardani                         | 2–0 | Ann-Kathrin Spöri                 | 21:11, 21:17        |
| Siti Fadia Silva Ramadhanti / Ribka Sugiarto | Siti Fadia Silva Ramadhanti / Ribka Sugiarto | 2–0 | Annabella Jäger / Leona Michalski | 21:9, 21:8          |
| Ester Nurumi Tri Wardoyo                     | Ester Nurumi Tri Wardoyo                     | 1–2 | Thuc Phuong Nguyen                | 18:21, 17:21, 14:21 |

| 9. Oktober 13 Uhr 30 | Japan | 5 – 0 | Frankreich |  |

| Sayaka Takahashi                  | Sayaka Takahashi                  | 2–0 | Marie Batomene                | 21:13, 21:10    |
| Yuki Fukushima / Misaki Matsutomo | Yuki Fukushima / Misaki Matsutomo | 2–0 | Delphine Delrue / Léa Palermo | 6:5, Aufgegeben |
| Aya Ohori                         | Aya Ohori                         | 2–0 | Léonice Huet                  | 21:15, 21:9     |
| Mayu Matsumoto / Nami Matsuyama   | Mayu Matsumoto / Nami Matsuyama   | 2–0 | Margot Lambert / Anne Tran    | 21:10, 21:9     |
| Asuka Takahashi                   | Asuka Takahashi                   | 2–0 | Anna Tatranova                | 21:9, 21:4      |

| 11. Oktober 8 Uhr 30 | Indonesien | 4 – 1 | Frankreich |  |

| Gregoria Mariska Tunjung                     | Gregoria Mariska Tunjung                     | 2–0 | Marie Batomene                   | 21:18, 21:13                    |
| Putri Kusuma Wardani                         | Putri Kusuma Wardani                         | 2–0 | Léonice Huet                     | 21:9, 21:8                      |
| Apriyani Rahayu / Putri Syaikah              | Apriyani Rahayu / Putri Syaikah              | 2–0 | Margot Lambert / Anne Tran       | 21:13, 21:10                    |
| Nandini Putri Arumni                         | Nandini Putri Arumni                         | 1–2 | Yaëlle Hoyaux                    | 12:21, 21:16, 20:17, Aufgegeben |
| Siti Fadia Silva Ramadhanti / Ribka Sugiarto | Siti Fadia Silva Ramadhanti / Ribka Sugiarto | 2–0 | Delphine Delrue / Marie Batomene | 23:21, 22:20                    |

| 11. Oktober 13 Uhr 30 | Japan | 5 – 0 | Deutschland |  |

| Akane Yamaguchi                   | Akane Yamaguchi                   | 2–0 | Yvonne Li                        | 21:17, 22:20 |
| Yuki Fukushima / Misaki Matsutomo | Yuki Fukushima / Misaki Matsutomo | 2–0 | Linda Efler / Isabel Lohau       | 21:13, 21:8  |
| Sayaka Takahashi                  | Sayaka Takahashi                  | 2–0 | Ann-Kathrin Spöri                | 21:9, 21:10  |
| Mayu Matsumoto / Nami Matsuyama   | Mayu Matsumoto / Nami Matsuyama   | 2–0 | Stine Küspert / Emma Moszczynski | 21:15, 21:15 |
| Asuka Takahashi                   | Asuka Takahashi                   | 2–0 | Antonia Schaller                 | 21:6, 21:15  |

| 12. Oktober 13 Uhr 30 | Japan | 5 – 0 | Indonesien |  |

| Akane Yamaguchi                  | Akane Yamaguchi                  | 2–0 | Gregoria Mariska Tunjung                     | 21:7, 21:16  |
| Mayu Matsumoto / Nami Matsuyama  | Mayu Matsumoto / Nami Matsuyama  | 2–0 | Siti Fadia Silva Ramadhanti / Ribka Sugiarto | 21:14, 21:19 |
| Sayaka Takahashi                 | Sayaka Takahashi                 | 2–0 | Putri Kusuma Wardani                         | 21:14, 21:19 |
| Yuki Fukushima / Arisa Higashino | Yuki Fukushima / Arisa Higashino | 2–0 | Nita Violina Marwah / Putri Syaikah          | 21:9, 21:10  |
| Aya Ohori                        | Aya Ohori                        | 2–0 | Ester Nurumi Tri Wardoyo                     | 21:14, 21:7  |

| 12. Oktober 13 Uhr 30 | Frankreich | 3 – 2 | Deutschland |  |

| Marie Batomene                   | Marie Batomene                   | 0–2 | Yvonne Li                        | 17:21, 12:21       |
| Léonice Huet                     | Léonice Huet                     | 2–0 | Ann-Kathrin Spöri                | 21:12, 21:17       |
| Margot Lambert / Anne Tran       | Margot Lambert / Anne Tran       | 2–1 | Linda Efler / Isabel Lohau       | 21:14, 14:21, 21:8 |
| Yaëlle Hoyaux                    | Yaëlle Hoyaux                    | 2–0 | Antonia Schaller                 | 21:14, 21:12       |
| Marie Batomene / Delphine Delrue | Marie Batomene / Delphine Delrue | 0–2 | Stine Küspert / Emma Moszczynski | 16:21, 19:21       |

#### Gruppe B
| Mannschaft | Punkte | Gespielt | Gew. | Remis | Verl. | Spiele | Spiele | Sätze | Sätze | Spielpunkte | Spielpunkte |
| Mannschaft | Punkte | Gespielt | Gew. | Remis | Verl. | Gew.   | Verl.  | Gew.  | Verl. | Gew.        | Verl.       |
| ---------- | ------ | -------- | ---- | ----- | ----- | ------ | ------ | ----- | ----- | ----------- | ----------- |
| Thailand   | 3      | 3        | 3    | 0     | 0     | 15     | 0      | 30    | 1     | 648         | 374         |
| Indien     | 2      | 3        | 2    | 0     | 1     | 7      | 78     | 16    | 17    | 584         | 546         |
| Spanien    | 1      | 3        | 1    | 0     | 2     | 5      | 10     | 10    | 22    | 457         | 606         |
| Schottland | 0      | 3        | 0    | 0     | 3     | 3      | 12     | 8     | 24    | 445         | 608         |

| 10. Oktober 8 Uhr 30 | Indien | 3 – 2 | Spanien |  |

| Saina Nehwal                     | Saina Nehwal                     | 0–2 | Clara Azurmendi                    | 20:22, Aufgegeben   |
| Malvika Bansod                   | Malvika Bansod                   | 2–0 | Beatriz Corrales                   | 21:13, 21:15        |
| Tanisha Crasto / Rutaparna Panda | Tanisha Crasto / Rutaparna Panda | 2–0 | Paula Lopez / Lorena Uslé          | 21:10, 21:8         |
| Aditi Bhatt                      | Aditi Bhatt                      | 2–0 | Ania Setién                        | 21:16, 21:14        |
| Ashwini Ponnappa / Siki Reddy    | Ashwini Ponnappa / Siki Reddy    | 1–2 | Clara Azurmendi / Beatriz Corrales | 18:21, 21:14, 17:21 |

| 10. Oktober 8 Uhr 30 | Thailand | 5 – 0 | Schottland |  |

| Pornpawee Chochuwong                          | Pornpawee Chochuwong                          | 2–0 | Kirsty Gilmour                    | 21:16, 21:10 |
| Jongkolphan Kititharakul / Rawinda Prajongjai | Jongkolphan Kititharakul / Rawinda Prajongjai | 2–0 | Julie MacPherson / Ciara Torrance | 21:13, 21:17 |
| Busanan Ongbumrungpan                         | Busanan Ongbumrungpan                         | 2–0 | Rachel Sugden                     | 21:8, 21:11  |
| Puttita Supajirakul / Sapsiree Taerattanachai | Puttita Supajirakul / Sapsiree Taerattanachai | 2–0 | Rachel Andrew / Eleanor O’Donnell | 21:8, 21:10  |
| Phittayaporn Chaiwan                          | Phittayaporn Chaiwan                          | 2–0 | Lauren Middleton                  | 21:12, 21:3  |

| 12. Oktober 8 Uhr 30 | Thailand | 5 – 0 | Spanien |  |

| Pornpawee Chochuwong                          | Pornpawee Chochuwong                          | 2–0 | Clara Azurmendi               | 21:9, 21:15  |
| Busanan Ongbumrungpan                         | Busanan Ongbumrungpan                         | 2–0 | Lucía Rodríguez               | 21:10, 21:13 |
| Phittayaporn Chaiwan                          | Phittayaporn Chaiwan                          | 2–0 | Ania Setién                   | 21:8, 21:11  |
| Puttita Supajirakul / Sapsiree Taerattanachai | Puttita Supajirakul / Sapsiree Taerattanachai | 2–0 | Nerea Ivorra / Claudia Leal   | 21:7, 21:4   |
| Jongkolphan Kititharakul / Rawinda Prajongjai | Jongkolphan Kititharakul / Rawinda Prajongjai | 2–0 | Lucía Rodríguez / Ania Setién | 21:7, 21:9   |

| 12. Oktober 8 Uhr 30 | Indien | 4 – 1 | Schottland |  |

| Malvika Bansod                    | Malvika Bansod                    | 0–2 | Kirsty Gilmour                     | 13:21, 9:21        |
| Aditi Bhatt                       | Aditi Bhatt                       | 2–0 | Rachel Sugden                      | 21:14, 21:8        |
| Tanisha Crasto / Rutaparna Panda  | Tanisha Crasto / Rutaparna Panda  | 2–0 | Julie MacPherson / Ciara Torrance  | 21:11, 21:8        |
| Tasnim Mir                        | Tasnim Mir                        | 2–0 | Lauren Middleton                   | 21:15, 21:6        |
| Treesa Jolly / Gayathri Gopichand | Treesa Jolly / Gayathri Gopichand | 2–1 | Kirsty Gilmour / Eleanor O’Donnell | 21:8, 19:21, 21:10 |

| 13. Oktober 8 Uhr 30 | Thailand | 5 – 0 | Indien |  |

| Pornpawee Chochuwong                          | Pornpawee Chochuwong                          | 2–0 | Malvika Bansod                    | 21:15, 21:11        |
| Jongkolphan Kititharakul / Rawinda Prajongjai | Jongkolphan Kititharakul / Rawinda Prajongjai | 2–0 | Ashwini Ponnappa / Siki Reddy     | 21:16, 21:12        |
| Busanan Ongbumrungpan                         | Busanan Ongbumrungpan                         | 2–1 | Aditi Bhatt                       | 21:16, 18:21, 21:15 |
| Puttita Supajirakul / Sapsiree Taerattanachai | Puttita Supajirakul / Sapsiree Taerattanachai | 2–0 | Treesa Jolly / Gayathri Gopichand | 21:17, 21:16        |
| Supanida Katethong                            | Supanida Katethong                            | 2–0 | Tasnim Mir                        | 21:19, 21:15        |

| 13. Oktober 13 Uhr 30 | Spanien | 3 – 2 | Schottland |  |

| Clara Azurmendi                    | Clara Azurmendi                    | 0–2 | Kirsty Gilmour                    | 12:21, 7:21        |
| Beatriz Corrales                   | Beatriz Corrales                   | 2–1 | Rachel Sugden                     | 19:21, 21:12, 21:7 |
| Lucía Rodríguez                    | Lucía Rodríguez                    | 2–0 | Lauren Middleton                  | 23:21, 21:17       |
| Clara Azurmendi / Beatriz Corrales | Clara Azurmendi / Beatriz Corrales | 0–2 | Julie MacPherson / Ciara Torrance | 21:9, 21:14        |
| Lucía Rodríguez / Ania Setién      | Lucía Rodríguez / Ania Setién      | 2–0 | Rachel Andrew / Eleanor O’Donnell | 21:14, 21:18       |

#### Gruppe C
| Mannschaft        | Punkte | Gespielt | Gew. | Remis | Verl. | Spiele | Spiele | Sätze | Sätze | Spielpunkte | Spielpunkte |
| Mannschaft        | Punkte | Gespielt | Gew. | Remis | Verl. | Gew.   | Verl.  | Gew.  | Verl. | Gew.        | Verl.       |
| ----------------- | ------ | -------- | ---- | ----- | ----- | ------ | ------ | ----- | ----- | ----------- | ----------- |
| Südkorea          | 3      | 3        | 3    | 0     | 0     | 14     | 1      | 29    | 2     | 649         | 247         |
| Chinesisch Taipeh | 2      | 3        | 2    | 0     | 1     | 11     | 4      | 22    | 9     | 570         | 370         |
| Ägypten           | 1      | 3        | 1    | 0     | 2     | 5      | 10     | 10    | 21    | 379         | 560         |
| Tahiti            | 0      | 3        | 0    | 0     | 3     | 0      | 15     | 1     | 30    | 233         | 654         |

| 9. Oktober 13 Uhr 30 | Südkorea | 5 – 0 | Tahiti |  |

| Kim Ga-eun                      | Kim Ga-eun                      | 2–0 | Maeva Gaillard                    | 21:3, 21:4 |
| Sim Yu-jin                      | Sim Yu-jin                      | 2–0 | Mélissa Mi You                    | 21:1, 21:2 |
| Jeon Ju-i                       | Jeon Ju-i                       | 2–0 | Chloé Segrestan                   | 21:6, 21:3 |
| Kim So-young / Kong Hee-yong    | Kim So-young / Kong Hee-yong    | 2–0 | Maeva Gaillard / Jenica Lesourd   | Kampflos   |
| Chae Yoo-jung / Shin Seung-chan | Chae Yoo-jung / Shin Seung-chan | 2–0 | Heirautea Curet / Chloé Segrestan | 21:9, 21:8 |

| 10. Oktober 8 Uhr 30 | Chinesisch Taipeh | 5 – 0 | Ägypten |  |

| Pai Yu-po                      | Pai Yu-po                      | 2–0 | Doha Hany                                     | 21:7, 21:12 |
| Hung Yi-ting                   | Hung Yi-ting                   | 2–0 | Nour Ahmed Youssri                            | 21:5, 21:13 |
| Yu Chien-hui                   | Yu Chien-hui                   | 2–0 | Jana Ashraf                                   | 21:4, 21:13 |
| Hsu Ya-ching / Hu Ling-fang    | Hsu Ya-ching / Hu Ling-fang    | 2–0 | Rahma Mohamed Saad Eladawy / Hana Tarek Zaher | 21:6, 21:5  |
| Chang Ching-hui / Le Chih-Chen | Chang Ching-hui / Le Chih-Chen | 2–0 | Nour Ahmed Youssri / Jana Ashraf              | 21:9, 21:10 |

| 11. Oktober 8 Uhr 30 | Chinesisch Taipeh | 5 – 0 | Tahiti |  |

| Pai Yu-po                      | Pai Yu-po                      | 2–0 | Maeva Gaillard                    | 21:6, 21:6 |
| Hung Yi-ting                   | Hung Yi-ting                   | 2–0 | Mélissa Mi You                    | 21:4, 21:4 |
| Yu Chien-hui                   | Yu Chien-hui                   | 2–0 | Heirautea Curet                   | 21:5, 21:8 |
| Hsu Ya-ching / Hu Ling-fang    | Hsu Ya-ching / Hu Ling-fang    | 2–0 | Maeva Gaillard / Mélissa Mi You   | 21:5, 21:7 |
| Chang Ching-hui / Le Chih-Chen | Chang Ching-hui / Le Chih-Chen | 2–0 | Heirautea Curet / Chloé Segrestan | 21:8, 21:4 |

| 11. Oktober 8 Uhr 30 | Südkorea | 5 – 0 | Ägypten |  |

| Kim Ga-eun                   | Kim Ga-eun                   | 2–0 | Doha Hany                                     | 21:8, 21:6 |
| Sim Yu-jin                   | Sim Yu-jin                   | 2–0 | Nour Ahmed Youssri                            | 21:9, 21:7 |
| Jeon Ju-i                    | Jeon Ju-i                    | 2–0 | Jana Ashraf                                   | 21:3, 21:3 |
| Lee So-hee / Shin Seung-chan | Lee So-hee / Shin Seung-chan | 2–0 | Rahma Mohamed Saas Eladawy / Hana Tarek Zaher | 21:7, 21:8 |
| Kim So-young / Kong Hee-yong | Kim So-young / Kong Hee-yong | 2–0 | Nour Ahmed Youssri / Jana Ashraf              | 21:6, 21:4 |

| 13. Oktober 8 Uhr 30 | Ägypten | 5 – 0 | Tahiti |  |

| Doha Hany                              | Doha Hany                              | 2–0 | Maeva Gaillard                   | 21:2, 2184          |
| Nour Ahmed Youssri                     | Nour Ahmed Youssri                     | 2–1 | Chloé Segrestan                  | 21:15, 22:24, 21:16 |
| Jana Ashraf                            | Jana Ashraf                            | 2–0 | Heirautea Curet                  | 21:19, 21:10        |
| Nour Ahmed Youssri / Hana Tarek Zaher  | Nour Ahmed Youssri / Hana Tarek Zaher  | 2–0 | Maeva Gaillard / Chloé Segrestan | 23:21, 21:13        |
| Doha Hany / Rahma Mohamed Saas Eladawy | Doha Hany / Rahma Mohamed Saas Eladawy | 2–0 | Heirautea Curet / MéIissa Mi You | 21:5, 21:7          |

| 13. Oktober 13 Uhr 30 | Südkorea | 4 – 1 | Chinesisch Taipeh |  |

| An Se-young                     | An Se-young                     | 2–0 | Pai Yu-po                       | 21:8, 21:8          |
| Kim Ga-eun                      | Kim Ga-eun                      | 2–0 | Hung Yi-ting                    | 21:16, 21:6         |
| Sim Yu-jin                      | Sim Yu-jin                      | 2–0 | Yu Chien-hui                    | 21:17, 21:14        |
| Kim So-young / Kong Hee-yong    | Kim So-young / Kong Hee-yong    | 2–0 | Chang Ching-hui / Lee Chih-chen | 21:8, 21:12         |
| Chae Yoo-jung / Shin Seung-chan | Chae Yoo-jung / Shin Seung-chan | 1–2 | Hsu Ya-ching / Yu Chien-hui     | 21:17, 19:21, 21:23 |

#### Gruppe D
| Mannschaft          | Punkte | Gespielt | Gew. | Remis | Verl. | Spiele | Spiele | Sätze | Sätze | Spielpunkte | Spielpunkte |
| Mannschaft          | Punkte | Gespielt | Gew. | Remis | Verl. | Gew.   | Verl.  | Gew.  | Verl. | Gew.        | Verl.       |
| ------------------- | ------ | -------- | ---- | ----- | ----- | ------ | ------ | ----- | ----- | ----------- | ----------- |
| Volksrepublik China | 3      | 3        | 3    | 0     | 0     | 15     | 0      | 30    | 2     | 663         | 395         |
| Dänemark            | 2      | 3        | 2    | 0     | 1     | 8      | 7      | 20    | 15    | 647         | 596         |
| Kanada              | 1      | 3        | 1    | 0     | 2     | 5      | 10     | 10    | 23    | 477         | 621         |
| Malaysia            | 0      | 3        | 0    | 0     | 3     | 2      | 13     | 7     | 27    | 490         | 665         |

| 9. Oktober 8 Uhr 30 | Volksrepublik China | 5 – 0 | Kanada |  |

| He Bingjiao               | He Bingjiao               | 2–0 | Michelle Li                     | 21:12, 0:0, Aufgegeben |
| Li Wenmei / Zheng Yu      | Li Wenmei / Zheng Yu      | 2–0 | Rachel Honderich / Kristen Tsai | 21:10, 21:13           |
| Wang Zhiyi                | Wang Zhiyi                | 2–0 | Rachel Chan                     | 21:19, 21:13           |
| Liu Xuanxuan / Xia Yuting | Liu Xuanxuan / Xia Yuting | 2–0 | Catherine Choi / Talia Ng       | 21:6, 21:4             |
| Han Yue                   | Han Yue                   | 2–0 | Wendy Zhang                     | 21:12, 21:7            |

| 9. Oktober 13 Uhr 30 | Dänemark | 4 – 1 | Malaysia |  |

| Mia Blichfeldt                    | Mia Blichfeldt                    | 2–0 | Kisona Selvaduray                    | 21:11, 21:7         |
| Maiken Fruergaard / Sara Thygesen | Maiken Fruergaard / Sara Thygesen | 2–1 | Lee Meng Yean / Thinaah Muralitharan | 21:19, 10:21. 21:13 |
| Line Christophersen               | Line Christophersen               | 1–2 | Eoon Qi Xuan                         | 21:18, 18:21, 15:21 |
| Amalie Magelund / Freja Ravn      | Amalie Magelund / Freja Ravn      | 2–0 | Teoh Mei Xing / Yap Ling             | 21:13, 21:19        |
| Line Kjærsfeldt                   | Line Kjærsfeldt                   | 2–0 | Karupathevan Letshanaa               | 21:18, 21:14        |

| 10. Oktober 13 Uhr 30 | Volksrepublik China | 5 – 0 | Malaysia |  |

| Chen Yufei                 | Chen Yufei                 | 2–0 | Eoon Qi Xuan                         | 21:13, 21:11 |
| Liu Xuanxuan / Xia Yuting  | Liu Xuanxuan / Xia Yuting  | 2–0 | Lee Meng Yean / Thinaah Muralitharan | 21:12, 21:17 |
| He Bingjiao                | He Bingjiao                | 2–0 | Siti Nurshuhaini                     | 21:18, 21:3  |
| Huang Dongping / Jia Yifan | Huang Dongping / Jia Yifan | 2–0 | Go Pei Kee / Teoh Mei Xing           | 21:9, 21:12  |
| Wang Zhiyi                 | Wang Zhiyi                 | 2–0 | Karupathevan Letshanaa               | 21:15, 21:11 |

| 10. Oktober 19 Uhr | Dänemark | 4 – 1 | Kanada |  |

| Mia Blichfeldt                    | Mia Blichfeldt                    | 2–0 | Talia Ng                        | 21:8, 21:7          |
| Maiken Fruergaard / Sara Thygesen | Maiken Fruergaard / Sara Thygesen | 2–0 | Rachel Honderich / Kristen Tsai | 22:20, 21:16        |
| Line Christophersen               | Line Christophersen               | 2–0 | Rachel Chan                     | 21:13, 21:16        |
| Alexandra Bøje / Mette Poulsen    | Alexandra Bøje / Mette Poulsen    | 2–0 | Catherine Choi / Crystal Lai    | 21:10, 21:10        |
| Line Kjærsfeldt                   | Line Kjærsfeldt                   | 1–2 | Wendy Zhang                     | 21:15, 20:22, 17:21 |

| 11. Oktober 19 Uhr | Kanada | 4 – 1 | Malaysia |  |

| Talia Ng                        | Talia Ng                        | 2–0 | Kisona Selvaduray                 | 21:9, 21:14          |
| Rachel Honderich / Kristen Tsai | Rachel Honderich / Kristen Tsai | 2–1 | Teoh Mei Xing / Yap Ling          | 13:21, 21:10 . 21:14 |
| Rachel Chan                     | Rachel Chan                     | 2–0 | Eoon Qi Xuan                      | 21:12, 21:13         |
| Catherine Choi / Crystal Lai    | Catherine Choi / Crystal Lai    | 0–2 | Go Pei Kee / Thinaah Muralitharan | 12:21, 13:21         |
| Wendy Zhang                     | Wendy Zhang                     | 2–1 | Karupathevan Letshanaa            | 17:21, 21:16, 21:12  |

| 12. Oktober 19 Uhr | Volksrepublik China | 5 – 0 | Dänemark |  |

| He Bingjiao                | He Bingjiao                | 2–1 | Line Christophersen            | 21:23, 21:13, 21:15 |
| Chen Qingchen / Jia Yifan  | Chen Qingchen / Jia Yifan  | 2–0 | Amalie Magelund / Freja Ravn   | 21:10, 21:14        |
| Wang Zhiyi                 | Wang Zhiyi                 | 2–1 | Line Kjærsfeldt                | 12:21, 21:15, 21:17 |
| Huang Dongping / Li Wenmei | Huang Dongping / Li Wenmei | 2–0 | Alexandra Bøje / Mette Poulsen | 21:19, 21:15        |
| Han Yue                    | Han Yue                    | 2–0 | Julie Dawall Jakobsen          | 21:17, 21:9         |

### Endrunde

#### Übersicht
|  | Viertelfinale       | Viertelfinale |  |  | Halbfinale          | Halbfinale          |   |  | Finale | Finale |
|  |                     |               |  |  |                     |                     |   |  |        |        |
|  | 14. Oktober         |               |  |  |                     |                     |   |  |        |        |
|  | Japan               | 3             |  |  | 15. Oktober         | 15. Oktober         |   |  |        |        |
|  | Indien              | 0             |  |  | Japan               | 3                   |   |  |        |        |
|  | 14. Oktober         | 14. Oktober   |  |  | Südkorea            | 1                   |   |  |        |        |
|  | Südkorea            | 3             |  |  | 16. Oktober         | 16. Oktober         |   |  |        |        |
|  | Dänemark            | 0             |  |  | Japan               | 1                   |   |  |        |        |
|  | 14. Oktober         | 14. Oktober   |  |  |                     | Volksrepublik China | 3 |  |        |        |
|  | Indonesien          | 2             |  |  | 15. Oktober         | 15. Oktober         |   |  |        |        |
|  | Thailand            | 3             |  |  | Thailand            | 0                   |   |  |        |        |
|  | 14. Oktober         | 14. Oktober   |  |  | Volksrepublik China | 3                   |   |  |        |        |
|  | Chinesisch Taipeh   | 0             |  |  |                     |                     |   |  |        |        |
|  | Volksrepublik China | 3             |  |  |                     |                     |   |  |        |        |

#### Viertelfinale
| 14. Oktober 13 Uhr 30 | Japan | 3 – 0 | Indien |  |

| Akane Yamaguchi                   | Akane Yamaguchi                   | 2–0 | Malvika Bansod                    | 21:12, 21:17   |
| Mayu Matsumoto / Yuki Fukushima   | Mayu Matsumoto / Yuki Fukushima   | 2–0 | Tanisha Crasto / Rutaparna Panda  | 21:8, 21:10    |
| Sayaka Takahashi                  | Sayaka Takahashi                  | 2–0 | Aditi Bhatt                       | 21:16, 21:7    |
| Nami Matsuyama / Misaki Matsutomo | Nami Matsuyama / Misaki Matsutomo |     | Treesa Jolly / Gayathri Gopichand | nicht gespielt |
| Asuka Takahashi                   | Asuka Takahashi                   |     | Tasnim Mir                        | nicht gespielt |

| 14. Oktober 13 Uhr 30 | Südkorea | 3 – 0 | Dänemark |  |

| An Se-young                  | An Se-young                  | 2–1 | Mia Blichfeldt                    | 14:21, 21:8, 21:8 |
| Lee So-hee / Shin Seung-chan | Lee So-hee / Shin Seung-chan | 2–0 | Maiken Fruergaard / Sara Thygesen | 21:17, 21:18      |
| Kim Ga-eun                   | Kim Ga-eun                   | 2–0 | Line Christophersen               | 21:11, 21:17      |
| Kim So-young / Kong Hee-yong | Kim So-young / Kong Hee-yong |     | Alexandra Bøje / Mette Poulsen    | nicht gespielt    |
| Sim Yu-jin                   | Sim Yu-jin                   |     | Line Kjærsfeldt                   | nicht gespielt    |

| 14. Oktober 19 Uhr | Thailand | 3 – 2 | Indonesien |  |

| Pornpawee Chochuwong                          | Pornpawee Chochuwong                          | 2–1 | Gregoria Mariska Tunjung                     | 14:21, 21:10, 21:10 |
| Jongkolphan Kititharakul / Rawinda Prajongjai | Jongkolphan Kititharakul / Rawinda Prajongjai | 1–2 | Greysia Polii / Apriyani Rahayu              | 21:17, 17:21, 19:21 |
| Busanan Ongbumrungpan                         | Busanan Ongbumrungpan                         | 2–0 | Putri Kusuma Wardani                         | 21:9, 23:21         |
| Puttita Supajirakul / Sapsiree Taerattanachai | Puttita Supajirakul / Sapsiree Taerattanachai | 1–2 | Siti Fadia Silva Ramadhanti / Ribka Sugiarto | 21:19, 15:21, 15:21 |
| Phittayaporn Chaiwan                          | Phittayaporn Chaiwan                          | 2–0 | Ester Nurumi Tri Wardoyo                     | 25:23, 21:8         |

| 14. Oktober 19 Uhr | Volksrepublik China | 3 – 0 | Chinesisch Taipeh |  |

| Chen Yufei                 | Chen Yufei                 | 2–0 | Pai Yu-po                       | 21:16, 21:13        |
| Chen Qingchen / Jia Yifan  | Chen Qingchen / Jia Yifan  | 2–0 | Hsu Ya-ching / Hu Ling-fang     | 21:10, 18:21, 21:14 |
| He Bingjiao                | He Bingjiao                | 2–0 | Hung Yi-ting                    | 21:14, 21:9         |
| Huang Dongping / Li Wenmei | Huang Dongping / Li Wenmei |     | Chang Ching-hui / Lee Chih-chen | nicht gespielt      |
| Han Yue                    | Han Yue                    |     | Yu Chien-hui                    | nicht gespielt      |

#### Halbfinale
| 15. Oktober 19 Uhr | Japan | 3 – 1 | Südkorea |  |

| Akane Yamaguchi                   | Akane Yamaguchi                   | 0–2 | An Se-young                  | 14:21, 7:21         |
| Mayu Matsumoto / Yuki Fukushima   | Mayu Matsumoto / Yuki Fukushima   | 2–0 | Lee So-hee / Shin Seung-chan | 19:21, 21:16, 21:14 |
| Sayaka Takahashi                  | Sayaka Takahashi                  | 2–0 | Kim Ga-eun                   | 18:21, 21:18, 21:14 |
| Nami Matsuyama / Misaki Matsutomo | Nami Matsuyama / Misaki Matsutomo | 2–0 | Kim So-young / Kong Hee-yong | 21:17, 21:18        |
| Asuka Takahashi                   | Asuka Takahashi                   |     | Sim Yu-jin                   | nicht gespielt      |

| 15. Oktober 19 Uhr | Volksrepublik China | 3 – 0 | Thailand |  |

| Chen Yufei                 | Chen Yufei                 | 2–0 | Ratchanok Intanon                                  | 5:2, Aufgegeben |
| Chen Qingchen / Jia Yifan  | Chen Qingchen / Jia Yifan  | 2–0 | Rawinda Prajongjai / Puttita Supajirakul           | 21:15, 21:10    |
| He Bingjiao                | He Bingjiao                | 2–0 | Pornpawee Chochuwong                               | 21:15, 21:16    |
| Huang Dongping / Li Wenmei | Huang Dongping / Li Wenmei |     | Jongkolphan Kititharakul / Sapsiree Taerattanachai | nicht gespielt  |
| Han Yue                    | Han Yue                    |     | Busanan Ongbumrungpan                              | nicht gespielt  |

#### Finale
| 16. Oktober 19 Uhr | Volksrepublik China | 3 – 1 | Japan |  |

| Chen Yufei                 | Chen Yufei                 | 0–2 | Akane Yamaguchi                   | 18:21, 10:21        |
| Chen Qingchen / Jia Yifan  | Chen Qingchen / Jia Yifan  | 2–1 | Yuki Fukushima / Mayu Matsumoto   | 29:27, 15:21, 21:18 |
| He Bingjiao                | He Bingjiao                | 2–0 | Sayaka Takahashi                  | 21:9, 21:18         |
| Huang Dongping / Li Wenmei | Huang Dongping / Li Wenmei | 2–0 | Misaki Matsutomo / Nami Matsuyama | 24:22, 23:21        |
| Han Yue                    | Han Yue                    |     | Aya Ohori                         | nicht gespielt      |

## Endstand
| Platz | Mannschaft          |
| ----- | ------------------- |
| 1     | Volksrepublik China |
| 2     | Japan               |
| 3     | Südkorea            |
| 3     | Thailand            |
| 5     | Indien              |
| 5     | Indonesien          |
| 5     | Chinesisch Taipeh   |
| 5     | Dänemark            |
| 9     | Kanada              |
| 9     | Frankreich          |
| 9     | Ägypten             |
| 9     | Spanien             |
| 13    | Deutschland         |
| 13    | Tahiti              |
| 13    | Schottland          |
| 13    | Malaysia            |